# Jesenice (Dugi Rat)
Jesenice falu Horvátországban Split-Dalmácia megyében. Közigazgatásilag Dugi Rat községhez tartozik.

## Fekvése
Split központjától légvonalban 13, közúton 15 km-re délkeletre, Omištól 9 km-re nyugatra a tengerpart és a 8-as számú főút mentén, a Poljica területén fekszik.

## Története
Területe már a történelem előtti időkben is lakott volt. Zeljovići nevű településrésze felett található Turska peć-barlangból, valamint a tőle nem messze fekvő Ponistrice-barlangból a kőkorszaki ember használati eszközei kerültek elő. A térség első ismert népe az illírek egyik törzse a dalmátok voltak. Jelenlétüket a község területén található több várrom, halomsír és határt jelölő, kőből épített töltés bizonyítja. Romanizált illírek Nareste nevű települése feküdt Jesenicén a tengerpart közelében. A rómaiak az i. e. 1. században foglalták el ezt a térséget, ahol több villagazdaságuk is volt. Ezek maradványait találták meg a dugi rati Žilić-háznál, valamint Krilo Gradišće nevű településrészén is. A horvátok ősei a 7. században érkeztek ide. A korai horvát államban ez a terület a tengermelléki, Klisszai zsupánság része volt. A legrégibb horvát település Jesenice területén a Szent Maxim-templom közelében volt, majd az idők folyamán újabb település létesült lejjebb a hegy déli lejtőin, ahol ma Krug településrész áll. Ezután keletkezett Jesenice és Zeljovići. Ismert, hogy az egyik horvát falu a mai Sumpetar településrész helyén a tengerparton állt, melyet a 10. és 11. században Selonak neveztek és ahol Petar Gumajev a 11. században bencés kolostort építtetett. A falut és a kolostort valószínűleg 1242-ben a tatárjárás vihara pusztította el. Ezután a megmaradt lakosság a hegy alatti régi településeken élt és ez a helyzet egészen a 20. század elejéig fennmaradt.
Közben 1102-ben a horvát királyi dinasztia kihalásával ez a terület is a Magyar Királyság része lett. Előbb az omiši Kačić nemzetség birtoka volt, majd a 14. századtól az ún. Poljicai Köztársaság részeként viszonylagos önállóságot élvezett. Ezen belül Donja Poljicához tartozott. 1444-ben a Velencei Köztársaság uralma alá került, mely az 1482-es Poljicai Statutumban megerősítette a poljicaiak kiváltságait. A török betörések már a 15. század második felében megkezdődtek, majd a 16. század elején területe török uralom alá került. Bár egyházilag a spliti érsekséghez tartozott, az állandó török fenyegetés miatt az érsekség nem tudta biztosítani a lelkipásztori szolgálatot. Ezért 1590-ben létrehozták a poljicai helynökséget, mely egészen a Poljicai Köztársaság megszűnéséig működött. A török fennhatóság az 1699-es karlócai békéig tartott, amikor újra velencei uralom alá került. Az 1718-as pozsareváci békével immár nyugodtabb élet és viszonylagos jólét következett erre a vidékre. Házak épültek, megújultak a templomok, nőtt a lakosság létszáma.
A velencei uralom 1797-ben ért véget, amikor Dalmáciával együtt ez a terület is osztrák uralom alá került. 1807. június 5-én az innen északnyugatra fekvő Stobreč határában zajlott az a csata, melyben a Marmont tábornok vezette francia csapatok véget vetettek Poljicai Köztársaságnak. Napóleon lipcsei veresége után 1813-ban újra az osztrákoké lett. Az 1849-es területi átrendezéskor a jesenicei plébániához Krug és Zeljovići települések tartoztak. A településnek 1857-ben 747, 1910-ben 1361 lakosa volt. A 20. század elején a lakosság a hegyek aljáról a tengerpart felé kezdett áttelepülni, ahol újabb településeket hozott létre. Ilyen új települések voltak Krilo, Sumpetar, Mali Rat és Orij. 1908-ban Krilon 3, Sumpetaron 1, Mali Raton és Orijon 2 család élt. 1925-ben Krilon már 17, Sumpetaron 14, Mali Raton és Orijon pedig 7 család lakott. A szintén a parton fekvő Bajnicét és Suhi Potokot ekkor még nem is említik, ami azt jelenti, hogy állandó lakosságuk nem volt. A lakosságnak a part felé való átköltözése a régi települések teljes elnéptelenedéséhez vezetett. Ezzel párhuzamosan a jesenicei plébánia központja is áthelyeződött.
A Szent Rókus-plébániatemplom ugyan átvészelte ezt az időszakot, de már csak időnként tartottak istentiszteletet benne. A plébánia új központja Krilo és Sumpetar településekre helyeződött át, a plébániaház ma is Sumpetaron áll. 1918-ban az új szerb-horvát-szlovén állam, majd később Jugoszlávia része lett. A második világháború után a szocialista Jugoszláviához került. 1967-ben Krilon nyílt meg A Kis Jézus Szolgáló Nővéreinek rendháza, akik azóta a plébánia kántori és egyéb egyházi szolgálatát is ellátják. A kolostor földszintjén nyilvános kápolna működik, ahol a Szent Miklós-templom 1989-es felépítéséig a plébánia ezen részének egyházi rendezvényit tartották. A település 1991 óta a független Horvátországhoz tartozik. 2011-ben a településnek 2089 lakosa volt, akik főként a turizmusból éltek.

## Lakosság
| Lakosság változása | Lakosság változása | Lakosság változása | Lakosság változása | Lakosság változása | Lakosság változása | Lakosság változása | Lakosság változása | Lakosság változása | Lakosság változása | Lakosság változása | Lakosság változása | Lakosság változása | Lakosság változása | Lakosság változása | Lakosság változása |
| ------------------ | ------------------ | ------------------ | ------------------ | ------------------ | ------------------ | ------------------ | ------------------ | ------------------ | ------------------ | ------------------ | ------------------ | ------------------ | ------------------ | ------------------ | ------------------ |
| 1857               | 1869               | 1880               | 1890               | 1900               | 1910               | 1921               | 1931               | 1948               | 1953               | 1961               | 1971               | 1981               | 1991               | 2001               | 2011               |
| 747                | 871                | 876                | 1.023              | 1.234              | 1.361              | 1.434              | 1.766              | 1.627              | 1.670              | 1.668              | 1.623              | 1.777              | 2.035              | 2.158              | 2.089              |

## Nevezetességei
- Szent Rókus tiszteletére szentelt plébániatemploma mai formájában 1852-ben épült szépen faragott kövekből a régi templom helyén. Homlokzatán nagy körablak, felül pedig két harang számára kialakított harangtorony látható. A templomhajó két részből áll. Az első rész valamivel szűkebb és alacsonyabb, mint a hajó többi része, ez szemmel láthatóan később épült. A négyszögletes apszisban található az oltár, mely nem az apszis falának támaszkodik, hanem előrébb áll. Ezért mögötte lehet bemenni a sekrestyébe. A templomot amint az a homlokzaton látható feliratból is kitűnik 1869. május 27-én szentelték fel. 1948-ban és 1972-ben megújították. Utóbbi alkalommal készült a szembemiséző oltár és a belső falak faborítása. 2003-ban a tető, a falak és a belső tér felújítása történt. A templomnak öt oltára van. A főoltár Szent Rókus tiszteletére van szentelve, alsó része kőből és többszínű márványból készült. Az antependium domborművén Szent Péter, Szent Rókus és Szent Pál látható. Az oltár felépítménye fából készült rajta Szent Rókus és Szent Jeromos szobraival. A fából faragott szentségtartó ajtaján a Szentháromság, Szűz Mária, Szent István és Szent György alakjai láthatók. A hajó és a diadalív találkozásánál levő oltárokon a Kármelhegyi boldogasszony, illetve a másik oldalon Szent Miklós szobrai találhatók. A hajóban még két oltár van a Rózsafüzér királynőjének és a tisztítótűzben szenvedő lelkeknek szentelve. A régi templomot, amelynek helyén a mai templom épült már 1711-ben a vizitációja során említi Cupilli érsek, szintén Szent Rókus tiszteletére volt szentelve.
- A sumpetari Szent Péter-templom a plébánia keleti részének temploma. Az egykori bencés kolostor épületétől kissé nyugatabbra épült 1911-ben fehér faragott kövekből bizánci stílusban. A homlokzaton található az oszlopokon nyugvó félköríves záródású kapuzat, felette a nagyméretű hatágú csillagmotívummal díszített körablak, legfelül a sarkokon két kupolás harangtoronnyal. Az oromzatot oszlopok és árkádok tagolják tetején a kereszt szimbólumával. A templomhajóhoz félköríves apszis csatlakozik, amely úgy épült, hogy az oltár mögött lehet a sekrestyébe jutni. A templomot 1994/95-ben teljesen felújították, mely során a szentélyben szembemiséző oltárt helyeztek el. Az oltár alsó részén feliratos sírkő látható Petar Gumajevnek, a közeli Szent Péter bencés kolostor építőjének szarkofágjával. A felújítás alkalmával a belső teret számos képpel díszítették, melyeket mozaikból és színes üvegből készített Josip Botteri Dini festőművész. El kell még mondani, hogy ezen a helyen, illetve közvetlen közelében egykor három templom is állt. Az első egy ókeresztény templom volt a 6. vagy a 7. századból, amely valószínűleg Nareste római település temploma volt. Az ókeresztény templom alapjaira építtette Petar Gumajev és Anna nevű felesége a 11. századi román stílusú Szent Péter-templomot és bencés kolostort. Ezt valószínűleg a tatárok rombolták le 1242-ben. A harmadik templomot Petar Nazorović jesenjei plébános építtette a 17. század végén. Erről Kačić érsek vizitátora Bernardi kanonok számol be 1748-ban. Ez a templom idővel kicsinek bizonyult és 1909-ben lebontották, hogy a helyére építhessék a mai templomot.
- A krilói Szent Miklós-templomot, amely a plébánia nyugati részének temploma 1978 és 1988 között építették. A templomot betonból építették, kívülről kővel, belülről pedig tölgyfával burkolták. A templom alatt a földszinten levő nagy térben 2003-ban óvodát alakítottak ki. A felette levő templomhoz szép kő lépcsősor vezet. Az épület négyszög alaprajzú. Az oltár, az ambó és a keresztelőmedence fehér kőből készült. A lapostetőt betonlapok borítják. A homlokzat bal oldalán áll a kővel burkolt beton harangtorony a harangok szintjén félköríves nyílással. A homlokzat tetején a Szűzanya bronz szobra áll. A templomot 1999. december 6-án szentelte fel Jurić érsek, de istentiszteletet már 1989-ben tartottak benne.
- A krugi Nagyboldogasszony templom a régi Selo falu legkeletibb részén áll. A 19. században építették faragott kövekből a régebbi templom helyén, melyet már a 17. században említenek. Az épületet 1986-ban felújították. Egyhajós épület négyszögletes alaprajzzal és apszissal, melynek keleti oldaláról nyílik a sekrestye. Homlokzatán nyolcágú rózsaablak látható, az oromzaton három harang számára kialakított harangtorony, benne két haranggal. A szűk templomudvart kőfal övezi. A templomban a bejárat felett található a fából ácsolt kórus. Az oltár kőből és márványból készült, fülkéjében a Nagyboldogasszony fából faragott aranykoronás szobra látható. A mellékoltárok Szent Fábián és Sebestyén és Szent Maxim tiszteletére vannak szentelve, mindkettő oltárképe Antonio Zuccaro alkotása 1876-ból.
- A zeljovići Szent Antal-templomot a 17. században építették faragott kövekből. Már 1682-ben említi Ivan Marasović atya poljicai esperes. Bejárata felett az 1708-as évszám látható bevésve, mely a megújítás éve lehet. A templomnak saját gondviselő testvérisége és valamennyi szántóterülete is volt. Története során többször is felújították, utoljára 1995-ben. A barokk oltár fülkéjében Szent Antal szobra látható. Mennyezete fából készült, bejárata felett kórus található. Homlokzatán a körablakban faragott kereszt, felül pedig három harang számára kialakított nyitott harangtorony látható.
- A staro seloi Szeplőtelen fogantatás templom a plébániatemplomtól nyugatra áll. A mai templomot a 19. század második felében építették faragott kövekből a régebbi templom helyén, melyet a 17. század végén említ írásos forrás. Az oltárt a mellette található feliratos tábla szerint 1889-ben emelték. Három lépcső vezet fel hozzá, rajta négy oszlop között a Szűzanya szobra látható. A sekrestye az oltár mögött van. A templom homlokzatán a rozetta helyén óra, felül pedig három harang számára kialakított harangtorony látható. A templomot kőből épített kerítés övezi.
- A Sukmajsin nevű hegyen a magaslat tetején áll a Szent Maxim-templom.[4] A hegy maga is a templomról kapta a nevét. Az első templomot ezen a helyen a 9. vagy legkésőbb a 10. században építették. Ez volt a régi Jesenice lakóinak első temploma, mely körül a település temetője is feküdt. Május 15-én Szent Maxim ünnepén a helyiek ma is körmenetben vonulnak a templomhoz mint a település legszentebb helyéhez. Egyhajós épület négyszögletes apszissal, hosszúsága 8,4, szélessége 4,8 méter. Mivel az épület hegytetőn áll gyakran rongálták meg villámcsapások és viharok. Utoljára 1981-ben renoválták. Oltára egy menza nélküli falazott oszlop. Tetejét kőlapok fedik, a homlokzat tetején egy harang számára kialakított kis harangépítmény áll, ma már harang nélkül.
- A tengerparti hegylánc mögötti Oblik nevű hegyen található a Szent András-templom. Első említése az 1676-os Poljicai statutumban történt, tehát ezen időpont előtt építették. Szent András szobrát 1986-ban olajfából faragta Ante Škobalj atya. 1984-ben az 1676-os évszámot jelző táblát helyeztek el az épületen. A falakat kőlapokkal burkolták, a homlokzat tetején egy harang számára épített harangtorony áll harang nélkül.
- A sustjepani temetőben áll a Szent István-templom, melyről maga Sustjepan is kapta a nevét. A templom mai formájában a 17. században épült. Gyakorlatilag teljesen egybeépült a szomszédos Szent Antal-templommal, ezért kettős templomnak is nevezik. Az épület alapjai még az 5. századból valók, amikor ókeresztény bazilikaként épült, de a 7. században lerombolták. Ez az első templom még 13 méter széles volt. A 9. vagy a 10. században a régi alapokon belül építették fel az ószláv Szent István-templomot. Miután a Szent Maxim-templom megszűnt plébániatemplom lenni a Szent István templom a 18. század első feléig, de legkésőbb 1745-ig volt a település plébániatemploma. Egyhajós épület félköríves apszissal. A szentély déli részén áll a kis márvány oltár. A padozatot sírkövek borítják.
- A Szent István-templom északi oldalán áll a Remete Szent Antal-templom. Az oltár menzája egy megmunkálatlan kőlap, mely egy gyengén vakolt falazott oszlopon áll. Boltozata gótikus, csúcsíves. Homlokzata felett egy harang számára kialakított építmény áll. Apszisa nincs. Elmondható, hogy sohasem szolgált önálló templomként, hanem eredetileg is a Szent István-templom bővítményeként épült.
- A Keresztelő Szent János-templom a Grebenen található. A Supetari kartular említi először a 11. században, de ezután már nem szerepel a dokumentumokban. Évszázadokig romokban hevert, de a népi hagyomány megjegyezte a helyét és 1929-ben Mladen Alajbeg atya jesenicei plébános a helyén új beton templomot emeltetett. A templomudvaron elhelyezett felirat szerint a templomot 1929-ben Krug népe saját buzgalmából építette. A bejárat szerinti felirat szerint 1982-ben renoválták. A homlokzat tetején egy harang számára épített harangtorony áll.
- A Kármelhegyi boldogasszony kápolnát 1895-ben építették a Vršina-hegy csúcsa alatt. Szépen faragott kövekből épült oltárán a Boldogasszony szobrával. 1995-ben építésének századik évfordulóján újították fel.
- Jesenice Zeljovići nevű településrésze felett található a Pećina-, vagy más néven Turska peć-barlang. A barlang a második világháború idején is menedéket nyújtott a helyeiknek, de az is köztudomású, hogy az évszázadok során a lakosság mindig ide menekült az ellenség közeledtére. A barlang természetes bejáratát szárazon rakott kövekkel torlaszolták el, melyen csak egy szűk bejáratot hagytak. A barlang a szakemberek körében a térség egyik legjelentősebb régészeti lelőhelyének is számít, ahol a holocén kori ember 3-8 ezeréves leletei kerültek elő. Ezek az emberi élet legrégebbi leletei a poljicai térségben. A leletek között főként kerámiából, kovakőből, kisebb részben állati csontokból készített használati tárgyakat találtak. A tárgyakat kagylómotívumok díszítették.
- Az előbbi barlangtól nem messze, mintegy száz méterre nyugatra és valamivel lejjebb található egy kisebb, a nép által Ponistricének nevezett barlang. A barlang aljzatát ún. csontbreccsa (csontokból álló törmelék) borítja, amelyet kövekkel kevert barna vályog borít. Ebben az aljzatban feküdt néhány darab kőszerszám, mely a kőkorszaki ember itteni jelenlétéről tanúskodik.
- A Turska peć-barlang felett található Barića gradina, egy nagyméretű félköríves várrom, melyhez hasonló, erődített település jellegű rom található a jesenicei Szent Maxim-templomtól nyugatra fekvő Babin kuk nevű magaslaton is.
- Az itt található kőhalmok közül jó néhány temetkezési célra szolgált, de van olyan amelyik az illír nemesi birtokok közötti határt jelölte. Ilyen kőtöltés húzódik az Orij-foktól a dućei Szent Márk-templomig, melyet a Sumpetari oklevél Mucla longa, az osztrák kataszteri térkép pedig Per sassa néven jelöl. A Piščenica nevű kőtöltés a Putuntina és a Narestina nemzetségek közötti határt jelölte.
- Krilo település Gradišće nevű részén római temető sírköveit találták. Régebben mozaiktöredékek, római pénzek és falmaradványok, valamint egy ciszterna is került itt elő, melynek töredékei ma is láthatók.

## Gazdaság
A helyi gazdaság alapját hagyományosan a mezőgazdaság és az állattartás képezte. Ma a lakosság fő bevételi forrása a turizmus.

## Oktatás
A község alapiskolája is Jesenicén áll. 2017-ben ünnepli fennállásának 150. évfordulóját, ugyanis 1867-ben indult meg a rendes tanítás a község területén. Első tanítója a Stjepan Stazić volt.